# Ґерт Гофман
Ґерт Гофман (нім. Gert Hofmann 29 січня 1931, Лімбах, Саксонія, Німеччина — 1 липня 1993, Ердінг, Баварія, Німеччина) — німецький письменник, один із видатних німецькомовних драматургів другої половини ХХ століття. Він також є автором романів, оповідань та есеїв.

## Біографія
Ґерт Гофман виріс у Лімбаху, Саксонія. У 1948 році його сім'я переїхала до Лейпцига, де він вивчав іноземні мови і складав іспити на літературного перекладача з англійської мови. У 1950 році почав вивчати романістику, германістику, славістику та англійську мову в Лейпцизькому університеті.
У 1951 р. Він виїхав зі Східної Німеччини у Фрайбург, де продовжив навчання. Вивчав англійську, німецьку, романські мови, соціологію та політологію. У 1957 році закінчив університет, написавши дисертацію про Генрі Джеймса і отримав учений ступінь доктора філософії.
Кілька років працював науковим асистентом Фрайбурзького університету, а з 1961 р. вів курси з германістики в університетах Тулузи, Парижу, Брістоля, Единбурга, Нью-Гейвені, Берклі та Остіні.
З 1971 по 1980 роки Гофман живе в Клагенфурті та одночасно викладає в Люблянському університеті. Після 1980 року він жив з сім'єю в Ердінгу біля Мюнхена.
Помер від інсульту в 1993 році.

## Творчість
Літературна творчість Ґерта Гофмана складається в основному з кількох радіодрам і декількох театральних вистав, що з'явилися на початку 1960-х.
З 1979 року письменник опублікував ряд оповідань та романів, які зробили його популярним для широкої аудиторії.
Хоча у своїх радіодрамах Гофман розвиває в першу чергу критику мови та суспільства, в його прозових творах, які критики порівнюють з прозою Томаса Бергнарда, він описує в основному психічно і фізично скалічених головних героїв у зловісному та жорстокому світі.
Важливими і повторюваними темами у його творах є проблеми з немислимим німецьким минулим та гротескними наслідками цього.
З 1987 року Ґерт Гофман є членом Німецької академії мови та літератури  в Дармштадті. Отримує важливі літературні нагороди та відзнаки.

## Нагороди
- 1979 рік: премія "Ingeborg Bachmann"
- 1982: "Премія Альфреда Джоліна"
- 1983: Hörspielpreis der Kriegsblinden
- 1993: "Мюнхенська літературна премія"